# Delphine Delrue
Pour les articles homonymes, voir Delrue.
Delphine Aurore Delrue, née le 6 novembre 1998 à Sarcelles, est une joueuse de badminton française, spécialisée dans le jeu en double.
Avec son partenaire de double mixte Thom Gicquel, elle est la première joueuse française de l'histoire qui parvient à remporter un titre Super 1000, équivalent d'un Grand Chelem en tennis, lors de l'Open d'Indonésie, le 8 juin 2025.

## Carrière

### Débuts au badminton
Delphine Delrue commence le badminton par hasard à l'âge de sept ans. Après dix ans de pratique, elle rencontre Thom Gicquel et s'associe comme duo en double mixte, une longévité rare dans ce sport en France mais fréquente dans les meilleurs duos mondiaux,.
Aux Championnats d'Europe junior de badminton, elle remporte le bronze en équipe mixte en 2015, puis l'or en 2017.

### Entrée sur le circuit professionnel
En 2018, elle est médaillée d'or en double dames aux Jeux méditerranéens à Tarragone avec Léa Palermo.
Elle est médaillée de bronze en double mixte avec Thom Gicquel aux Jeux européens de 2019.
Elle est médaillée de bronze des Championnats d'Europe de badminton par équipes 2020 à Liévin.
En février 2021, elle remporte la médaille d'argent avec l'Équipe de France, aux Championnats d'Europe par équipes mixtes, derrière le Danemark. Le mois suivant, avec Thom Gicquel, la paire mixte s'impose en finale de l'Open de Suisse contre la paire danoise Alexandra Bøje et Mathias Christiansen. Ce titre leur permet d'intégrer le Top 10 du classement mondial et d'entrevoir ainsi une qualification pour les Jeux olympiques de Tokyo. Lors de ces Jeux, ils sont éliminés en poules avec deux défaites et une victoire, handicapés par une préparation mentale insuffisante
Elle est médaillée d'argent en double mixte avec Thom Gicquel aux Championnats d'Europe 2022. 

### Concrétisation en double mixte
Début 2023, le duo se hisse au 5e rang mondial dans la catégorie double mixte, dans un classement dominé par les asiatiques et les danois. Lors des championnats d'Europe par équipes mixtes 2023 se déroulant à Aire-sur-la-Lys, Delrue conserve avec l'équipe de France le titre de vice-champions d'Europe après une finale serrée contre le Danemark. Durant l'été, elle est médaillée d'argent en double mixte avec Thom Gicquel aux Jeux européens de 2023.
En avril 2024, elle est sacrée championne d'Europe en double mixte avec son partenaire Thom Gicquel et deviennent les premiers français à obtenir ce titre européen.
En juillet 2024, elle participe au tournoi double mixte des Jeux olympiques d'été de 2024 avec Thom Gicquel. Comme lors des précédents Jeux olympiques, ils sont éliminés lors des phases de poule avec deux défaites et une victoire, mais avec « un meilleur visage qu'aux Jeux de Tokyo », dans une poule au niveau élevé,,.
Le 8 juin 2025, lors de la compétition de double mixte de l'Open d'Indonésie, elle entre dans l'histoire avec Thom Gicquel, en remportant la première victoire du badminton français en Super 1000 (l'équivalent d'un Grand Chelem en tennis),.